# Каштанівка (Запорізький район)
Кашта́нівка — село в Україні, у Новомиколаївській селищній громаді Запорізького району Запорізької області. Населення становить 69 осіб. До 2020 орган місцевого самоврядування — Новоіванківська сільська рада.

## Географія
Село Каштанівка знаходиться на відстані 1,5 км від села Богданівка та за 2 км від сіл Дудникове і Сторчове. По селу протікає струмок, що пересихає з загатою.

## Історія
7 (20) листопада 1917 року, відповідно до Третього Універсалу Української Центральної Ради, увійшло до складу Української Народної Республіки.
12 червня 2020 року, відповідно до Розпорядження Кабінету Міністрів України від № 713-р «Про визначення адміністративних центрів та затвердження територій територіальних громад Запорізької області», увійшло до складу Новомиколаївської селищної громади.
19 липня 2020 року, в результаті адміністративно-територіальної реформи та ліквідації Новомиколаївського району, село увійшло до складу Запорізького району.

## Населення

### Мова
Розподіл населення за рідною мовою за даними перепису 2001 року:
| Мова       | Кількість | Відсоток |
| ---------- | --------- | -------- |
| українська | 60        | 86.96%   |
| російська  | 8         | 11.59%   |
| білоруська | 1         | 1.45%    |
| Усього     | 69        | 100%     |